# Fraissinet-de-Fourques
Fraissinet-de-Fourques (okzitanisch Fraissinet de Forcas) ist eine französische Gemeinde  mit 82 Einwohnern (Stand: 1. Januar 2022) im Département Lozère in der Region Okzitanien (vor 2016 Languedoc-Roussillon). Sie gehört zum Arrondissement Florac und zum Kanton Le Collet-de-Dèze-

## Lage
Die Gemeinde Fraissinet-de-Fourques liegt am Rande des Nationalparks Cevennen, 36 Kilometer südlich von Mende. Sie grenzt im Norden an Vebron, im Osten an Rousses und im Süden und im Westen an Gatuzières.

## Bevölkerungsentwicklung
| Jahr                       | 1962 | 1968 | 1975 | 1982 | 1990 | 1999 | 2006 | 2012 | 2022 |
| -------------------------- | ---- | ---- | ---- | ---- | ---- | ---- | ---- | ---- | ---- |
| Einwohner                  | 125  | 97   | 72   | 64   | 62   | 67   | 64   | 68   | 82   |
| Quellen: Cassini und INSEE |      |      |      |      |      |      |      |      |      |

## Sehenswürdigkeiten

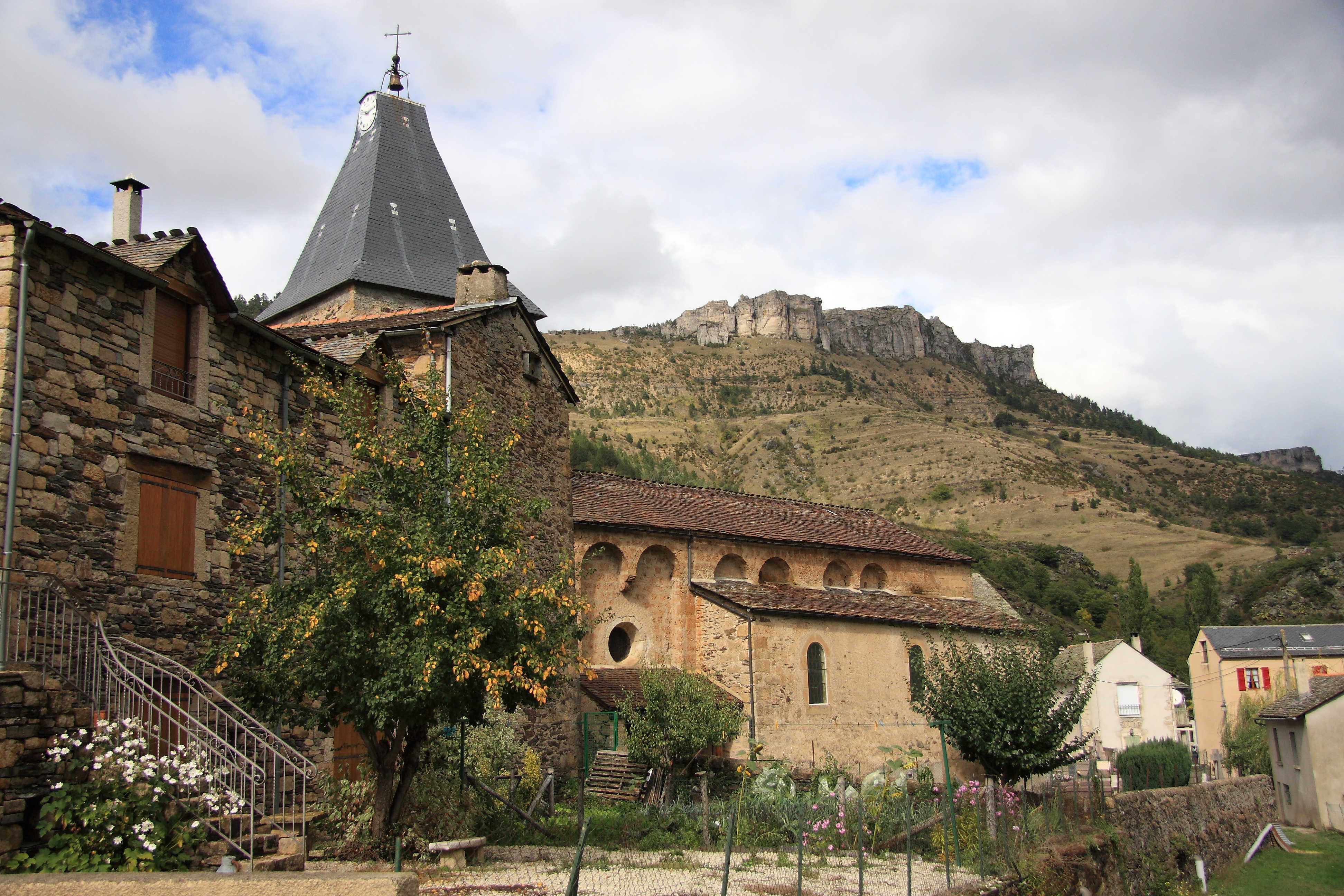
Kirche Saints-Pierre-et-Paul
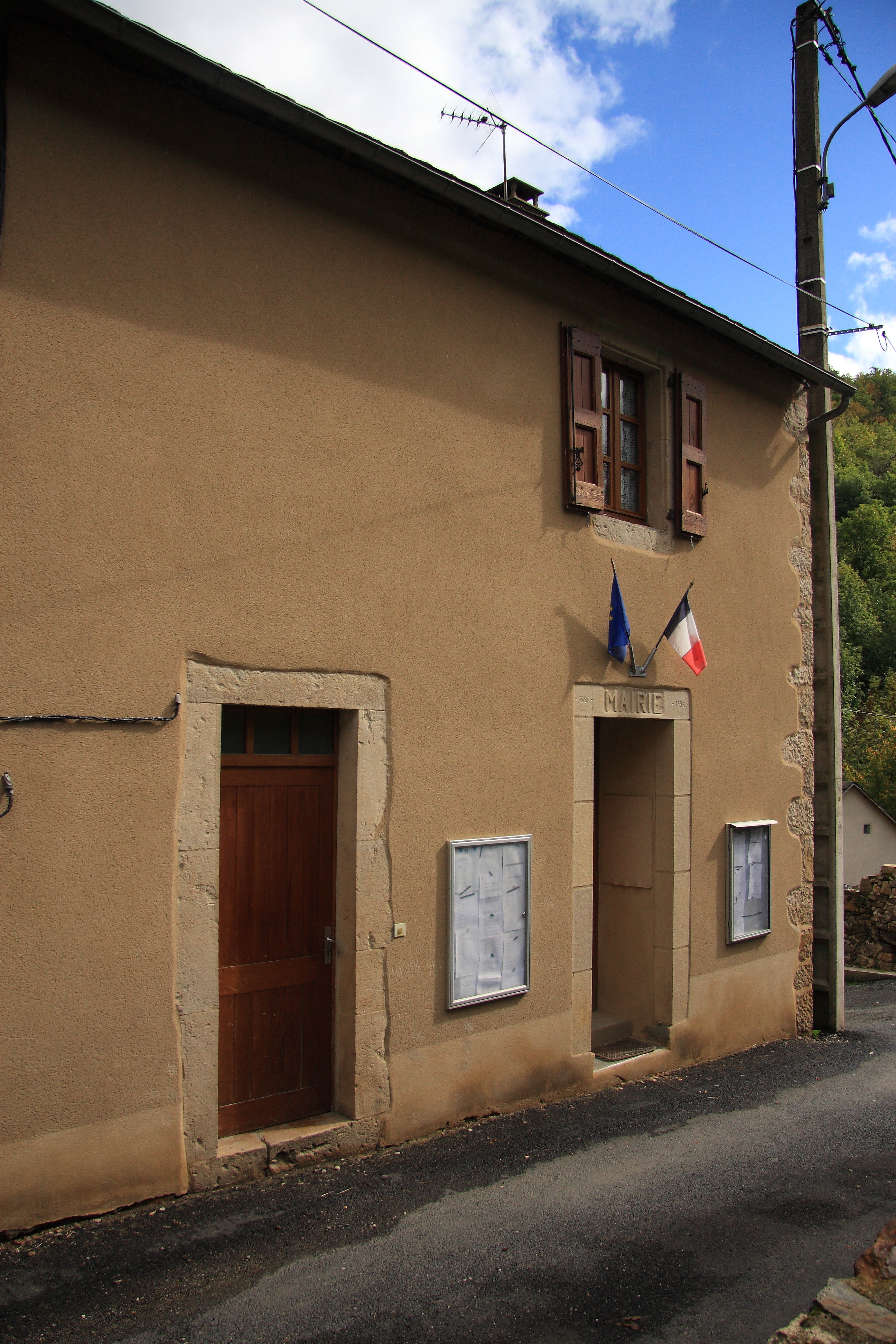
Mairie
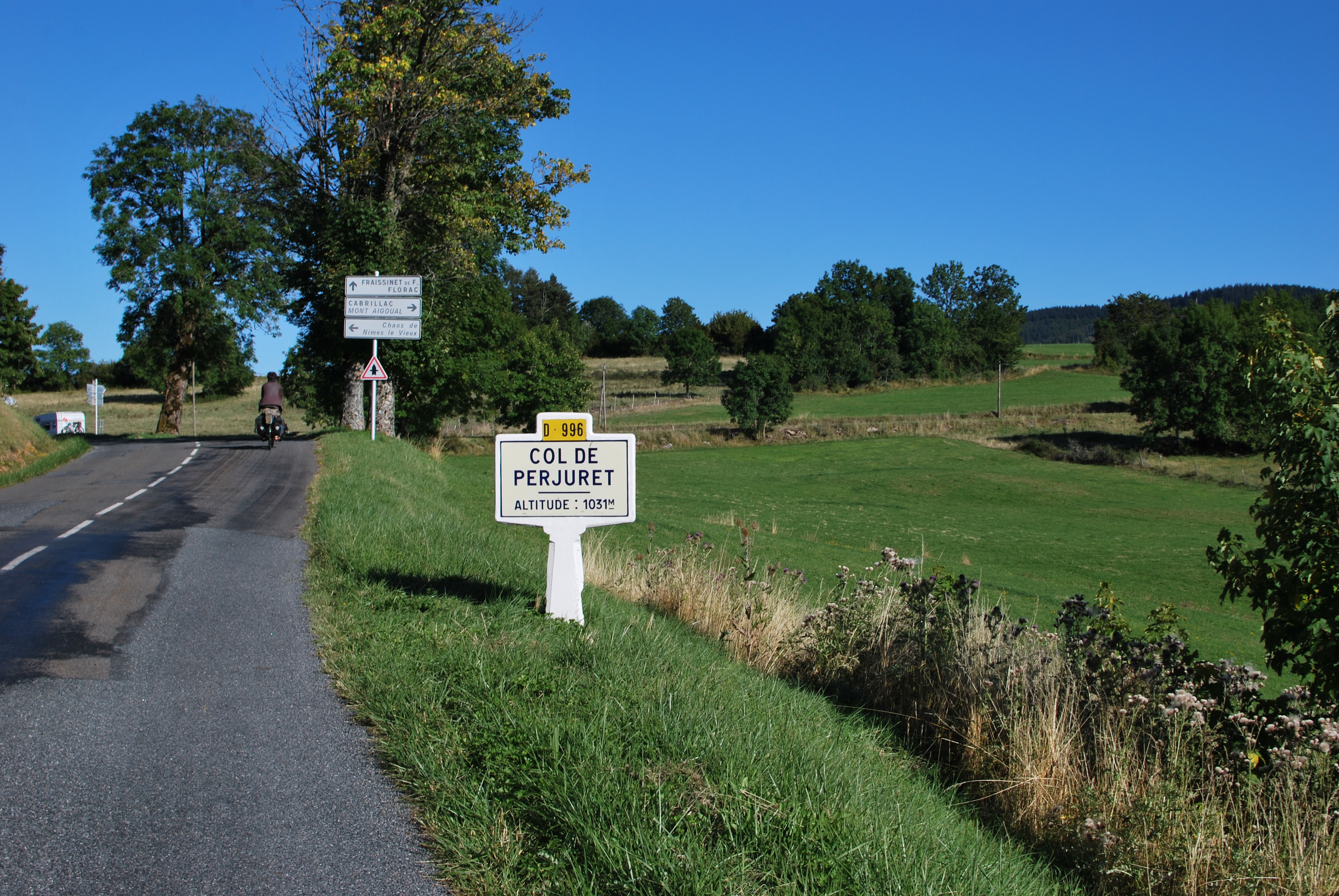
1031 m hoher Pass Col de Perjuret
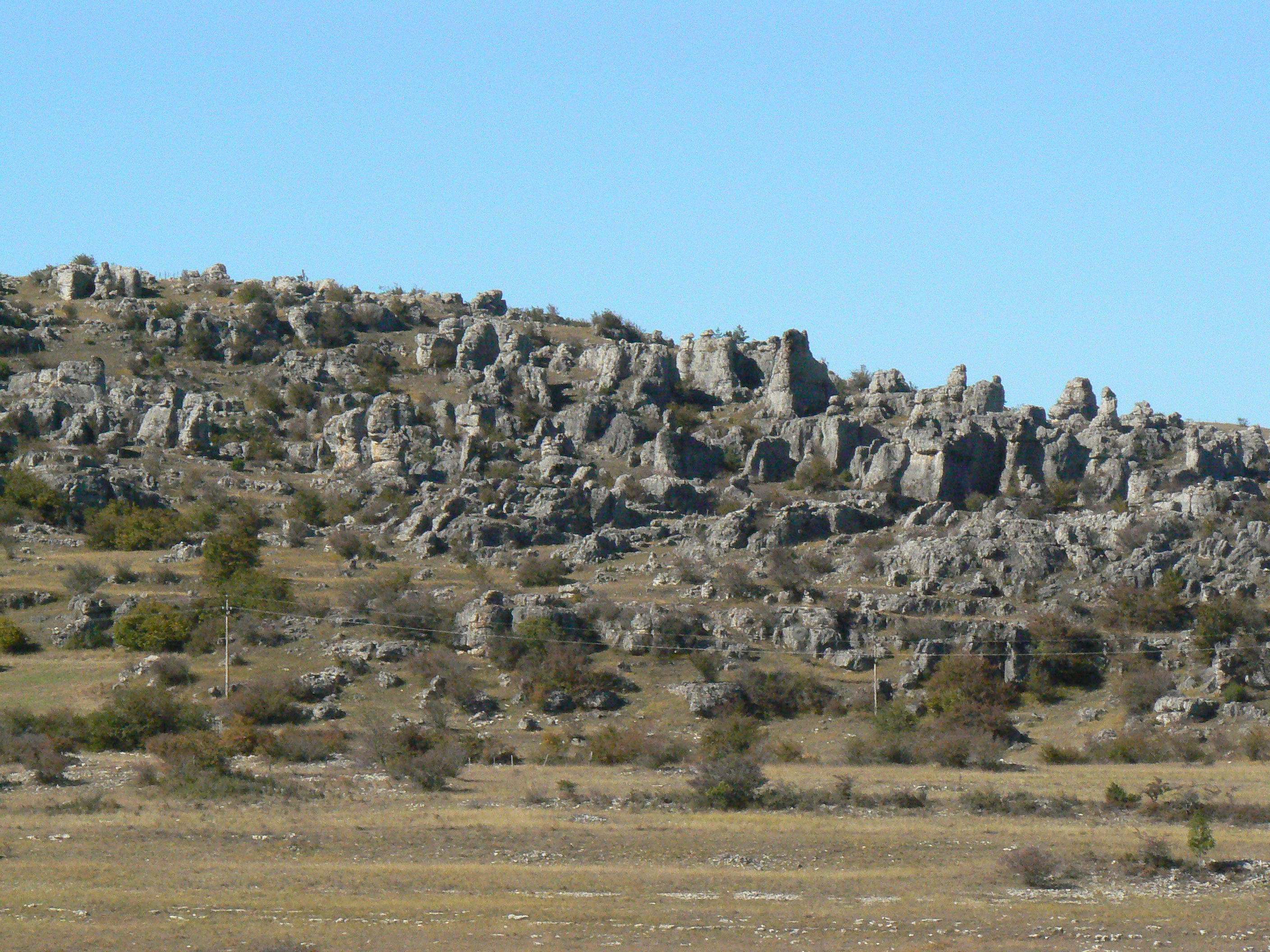
Felshalde Nîmes-le-Vieux

- Kirche Saints-Pierre-et-Paul
- Mairie
- 1031 m hoher Pass Col de Perjuret
- Felshalde Nîmes-le-Vieux